# Françoise Adret
Françoise Adret (Versalles, Francia, 7 de agosto de 1920-1 de abril de 2018) fue una bailarina, maestra de danza y coreógrafa francesa.
En 1951 fundó el Ballet de la Ópera de Ámsterdam y en 1960 otro en la ciudad de Niza. En 1968 fue la maestra de compañía Ballet Théâtre Contemporain (BTC) y dirigió la creación del Ballet Concierto de Panamá en el país centroamericano; y desde 1985 hasta 1992 fue la directora del Ballet de la Ópera de Lyon.
Sucede a Pierre Lacotte como Directora Artística del Centro Coreográfico Nacional de Ballet de Lorraine en 1999, durante su gestión la danza contemporánea tuvo un nuevo impulso, difusión y constante apoyo.
Desde 1978 y hasta 1985, fue Inspector de la Danza en el Ministerio de Cultura francés.